# Pleurothallis glochis
Pleurothallis glochis är en orkidéart som beskrevs av Carlyle August Luer och Rodrigo Escobar. Pleurothallis glochis ingår i släktet Pleurothallis och familjen orkidéer. Inga underarter finns listade i Catalogue of Life.